# Tiquadra goochii
Tiquadra goochii is een vlinder uit de familie van de echte motten (Tineidae). De wetenschappelijke naam van deze soort werd in 1881 gepubliceerd door Thomas de Grey Walsingham.
De soort komt voor in tropisch Afrika ten zuiden van de Sahara.